# 维耶尔阿尔西
维耶尔阿尔西（法語：Viel-Arcy）是法国皮卡第大区埃纳省的一个市镇，属于苏瓦松区布赖讷县。该市镇2009年时的人口为179人。

## 人口
维耶尔阿尔西人口变化图示
| 数据来源：INSEE |